# Itō-Sei-Literaturpreis
Der Itō-Sei-Literaturpreis (jap. 伊藤整文学賞, „Itō Sei Bungaku Shō“) wird seit 1990 von der Stadt Otaru zum Gedanken an den dort geborenen Dichter, Schriftsteller und Kritiker Itō Sei vergeben. Der Preis wird in 2 Kategorien: Literatur und Rezension/Kritik vergeben. Die Preisträger erhalten eine bronzene Frauenstatuette ("Möve" genannt) und ein Preisgeld in Höhe von 1 Million Yen.  Organisiert und vergeben wird der Preis von einem Auswahlkomitee, der Stadt Otaru und der Zeitung Hokkaidō Shimbun.
Der Itō-Sei-Literaturpreis wird voraussichtlich 2014 aus Geldmangel zum 25. und letzten Mal vergeben.

## Preisträger
- 1990
  - Kategorie Literatur: Ōe Kenzaburō für Jinsei no shinseki (人生の親戚, dt. Verwandte des Lebens)
  - Kategorie Rezension: Akiyama Shun für Jinsei no kenshō (人生の検証)
- 1991
  - Kategorie Literatur: Miura Tetsuo für Michizure (みちづれ)
  - Kategorie Rezension: Saki Ryūzō für Shinbunchō (身分帳)
- 1992
  - Kategorie Literatur: Hino Keizō für Dangai no toshi (断崖の年)
  - Kategorie Rezension: Kawamura Jirō für Aregorī no orimono (アレゴリーの織物)
- 1993
  - Kategorie Literatur: Uenishi Haruji für Tokachi Heiya (十勝平野)
  - Kategorie Rezension: nicht vergeben
- 1994
  - Kategorie Literatur: Ogawa Kunio für Kanashimi no minato (悲しみの港)
  - Kategorie Rezension: Ikezawa Natsuki für Tanoshii shūmatsu (楽しい終末)
- 1995
  - Kategorie Literatur: Tsushima Yūko für Kaze yo, sora kakeru kaze yo (風よ、空駆ける風よ)
  - Kategorie Rezension: Oketani Hideaki für Itō Sei (伊藤整)
- 1996
  - Kategorie Literatur: Matsuyama Iwao für Yami no naka no ishi (闇のなかの石)
  - Kategorie Rezension: Karatani Kōjin für Sakaguchi Ango to Nakagami Kenji (坂口安吾と中上健次)
- 1997
  - Kategorie Literatur: Isawa Taka für Jigoku wa ittei sumikazokashi. shōsetsu Akegarasu Haya (地獄は一定すみかぞかし　小説暁烏敏)
  - Kategorie Rezension: Iguchi Tokio für Yanagita Kunio to kindai bungaku (柳田国男と近代文学)
- 1998
  - Kategorie Literatur: (Kurumatani Chōkitsu lehnte den Preis für Akame shijūya takishinjū misui (赤目四十八瀧心中未遂) ab)
  - Kategorie Rezension: Katō Norihiro für Haisengo-ron (敗戦後論)
- 1999
  - Kategorie Literatur: Kōno Taeko für Gonichi no hanashi (後日の話)
  - Kategorie Rezension: Tada Michitarō für Henshin rōka-ron (変身放火論)
- 2000
  - Kategorie Literatur: Kawakami Hiromi für Oboreru (溺レる)
  - Kategorie Rezension: Yomota Inuhiko für Morokko rutaku (モロッコ流謫)
- 2001
  - Kategorie Literatur: Masuda Mizuko für Tsukuyomi (月夜見)
  - Kategorie Rezension: Nakazawa Shin’ichi für Philosophia Japonica (フィロソフィア・ヤポニカ)
- 2002
  - Kategorie Literatur: Takahashi Gen’ichirō für Nihon bungaku seisuishi (日本文学盛衰史)
  - Kategorie Rezension: Miura Masashi für Seishun no Shūen (青春の終焉)
- 2003
  - Kategorie Literatur: Tawada Yōko für Yōgisha no yakōressha (容疑者の夜行列車)
  - Kategorie Rezension: nicht vergeben
- 2004
  - Kategorie Literatur: Abe Kazushige für Shinsemia (シンセミア)
  - Kategorie Rezension: Kawamura Minato für Fudaraku (補陀落)
- 2005
  - Kategorie Literatur: Shōno Yoriko für Kompira (金毘羅)
  - Kategorie Rezension: Tomioka Taeko für Saikaku no kanjō (西鶴の感情)
- 2006
  - Kategorie Literatur: Shimada Masahiko für Taihai shimai (退廃姉妹)
  - Kategorie Rezension: Kawanishi Masaaki für Takeda Taijun-den (武田泰淳伝)
- 2007
  - Kategorie Literatur: Seirai Yūichi für Bakushin (爆心)
  - Kategorie Rezension: Deguchi Yūkō für Sakaguchi Ango hyakusai no itanji (坂口安吾　百歳の異端児)
- 2008
  - Kategorie Literatur: Ogino Anna für Kani to kare to wata(ku)shi (蟹と彼と私)
  - Kategorie Rezension: Homura Hiroshi für Tanka no yūjin (短歌の友人)
- 2009
  - Kategorie Literatur: Levy Hideo für  no mizu (仮の水)
  - Kategorie Rezension: Andō Reiji für Hikari no mandara (光の曼陀羅)
- 2010
  - Kategorie Literatur: nicht vergeben
  - Kategorie Rezension: Takahashi Hideo für Haha naru mono, kindai bungaku to ongaku no basho (母なるもの―近代文学と音楽の場所)
- 2011
  - Kategorie Literatur: Kakuta Mitsuyo für Tsurīhausu (ツリーハウス) und Miyauchi Katsusuke für Mao no ai (魔王の愛)
  - Kategorie Rezension: nicht vergeben
- 2012
  - Kategorie Literatur: Horie Toshiyuki für Nazuna (なずな)
  - Kategorie Rezension: Kawamoto Saburō für Hakushū Bōkei (白秋望景)
- 2013
  - Kategorie Literatur: Miki Taku für K und Tsujihara Noboru für Fuyu no tabi (冬の旅)
  - Kategorie Rezension: nicht vergeben
- 2014
  - Kategorie Literatur: Saeki Kazumi für Watarase (渡良瀬)
  - Kategorie Rezension: Kurowa Sō für Kokkyō (国境)